# Ken Noritomo Otani
Ken Noritomo Otani (Tokyo, 10 gennaio 1920 – Tokyo, 31 marzo 2017) è stato un judoka, allenatore di judo e militare giapponese del Kōdōkan di Tokyo, maestro di Jūdō col 9º dan.
Otani è stato il primo giapponese ad insegnare il judo in Italia influenzando per almeno tre decenni lo sviluppo del Judo italiano.
Inizia a praticare Judo a 12 anni, conseguendo il 1º Dan a 15 ed arrivando al 5º Dan a soli 22 anni, grazie alla sua tecnica combattiva, sotto la guida di Hara Torahiko (8th dan) del Busen di Kyoto e Sumiyuki Kotani (10th dan) di Kobe. Raggiunse così il grado di Shihan (insegnante di alto grado).
Durante la seconda guerra mondiale diventa capitano dell'Aviazione della Marina nipponica, e prenderà parte agli scontri aerei, abbattendo 28 aerei nemici. Il 20 aprile del 1953 giunge a Roma inviato dal Kodokan per far diffondere il judo. Il maestro Otani è il primo insegnante giapponese di judo in Italia. Insegnerà principalmente al Judo Club Sakura, Kodokan Club di Roma e alla Scuola Sottufficiali di P.S. di Nettuno, ma fu attivo anche in altre palestre. In seguito divenne anche allenatore federale della FIAP per il judo. Tra i suoi allievi Luigi Nisticò, Bruno Carmeni e Palmiro Gaio.
Nel 1956 è promosso 6º dan, nel 2000 è promosso 9º dan.
Otani era laureato in Economia e commercio e in Storia dell'Arte presso l'Università Waseda a Tokyo, ed era un valente scultore essendo stato allievo dell'Accademia delle Belle Arti di Roma. Le sue opere scultoree sono presenti sia in Giappone che in Italia.